# Luis Pérez Rodríguez
Pour les articles homonymes, voir Luis Pérez, Pérez et Rodríguez.
Luis Pérez Rodríguez est un coureur cycliste espagnol né le 16 juin 1974 à Torrelaguna. 

## Biographie
Luis Pérez Rodríguez est passé professionnel en 1995 dans l'équipe ONCE et termine sa carrière en 2007 dans l'équipe Andalucia-CajaSur en remportant pour sa dernière course la 18e étape de la Vuelta. Il s'est principalement illustré sur le Tour d'Espagne. Il a terminé 3e du Tour de Catalogne en 2002 et a remporté une étape du Tour d'Espagne en 2003 et 2007.

## Palmarès
- 1993
  - 3e du Tour de Lleida
- 2002
  - 3e du Tour de Catalogne
- 2003
  - 2e étape du Tour d'Espagne
  - 10e du Tour d'Espagne
- 2004
  - 9e du Tour d'Espagne
- 2005
  - 2e du Tour d'Aragon
- 2006
  - 10e du Tour d'Espagne
- 2007
  - Clásica de Alcobendas
    - Classement général
    - 1re étape

  - 18e étape du Tour d'Espagne

## Résultats sur les grands tours

### Tour de France
4 participations
- 1998 : abandon (17e étape)
- 1999 : 29e
- 2001 : 32e
- 2003 : abandon (7e étape)

### Tour d'Espagne
8 participations
- 1999 : 67e
- 2001 : 14e
- 2002 : 22e
- 2003 : 10e, vainqueur de la 2e étape
- 2004 : 9e
- 2005 : abandon (11e étape)
- 2006 : 10e
- 2007 : 18e, vainqueur de la 18e étape

## Classements mondiaux
| Année              | 2006 | 2007 |
| ------------------ | ---- | ---- |
| Classement ProTour | 102e |      |
| UCI Europe Tour    |      | 121e |